# BV 1919 Sportlust Neugersdorf
BV 1919 Sportlust Neugersdorf was een Duitse voetbalclub uit Neugersdorf, Saksen.

## Geschiedenis
De club werd opgericht in 1919 was aangesloten bij de Midden-Duitse voetbalbond. De club speelde in de Kreisliga Ostsachsen en werd in 1923 kampioen in de derde klasse. De club speelde tegen tweedeklasser SV 1911 Löbau en won deze wedstrijd. Doordat na dit seizoen de Kreisliga ontbonden werd en de Gauliga Oberlausitz ingevoerd werd als nieuwe hoogste klasse promoveerde de club twee reeksen in één seizoen.
De club werd de volgende tien jaar een vaste waarde in de competitie, maar kon nooit beter doen dan een derde plaats. Na 1933 werd de competitie in Duitsland grondig geherstructureerd. De Gauliga Sachsen werd nu de hoogste klasse en de clubs uit Opper-Lausitz werden hier niet voor geselecteerd. Als zesde in de stand kwalificeerde de club zich ook niet voor de Bezirksklasse en bleef in de Opper-Lausitzse competitie, die als Kreisklasse nog maar de derde klasse was. 
De club slaagde er niet meer in te promoveren naar de Gauliga. Na de Tweede Wereldoorlog werden alle Duitse voetbalclubs ontbonden. De club werd niet meer heropgericht.